# Mathias Jakobs
Mathias Jakobs (* 9. September 1885 in Hunolstein bei Morbach, Hunsrück als Matthias Jakobs; † 5. Mai 1935 in Gladbeck) war ein sozialdemokratischer Politiker.

## Leben
Jakobs war Sohn eines Landwirtes und Freidenkers. Er war zunächst Schuhmachergeselle.
Er war von 1914 bis 1918 Soldat im Ersten Weltkrieg. Nach dem Krieg fand er keine Stelle als Schuhmacher und wurde Bergmann.
Er war von 1922 bis 1933 hauptberuflich Sekretär des Bergarbeiterverbandes.
1925 wurde die 'Bergwerksdirektion Recklinghausen' umgewandelt in Bergwerks-Aktiengesellschaft Recklinghausen.
Jakobs wurde 1928 Mitglied im Aufsichtsrat des Bergwerks-Atiengesellschaft in Recklinghausen und in der Grubensicherheitskommission für den Bezirk des Oberbergamtes Dortmund.

## Politik

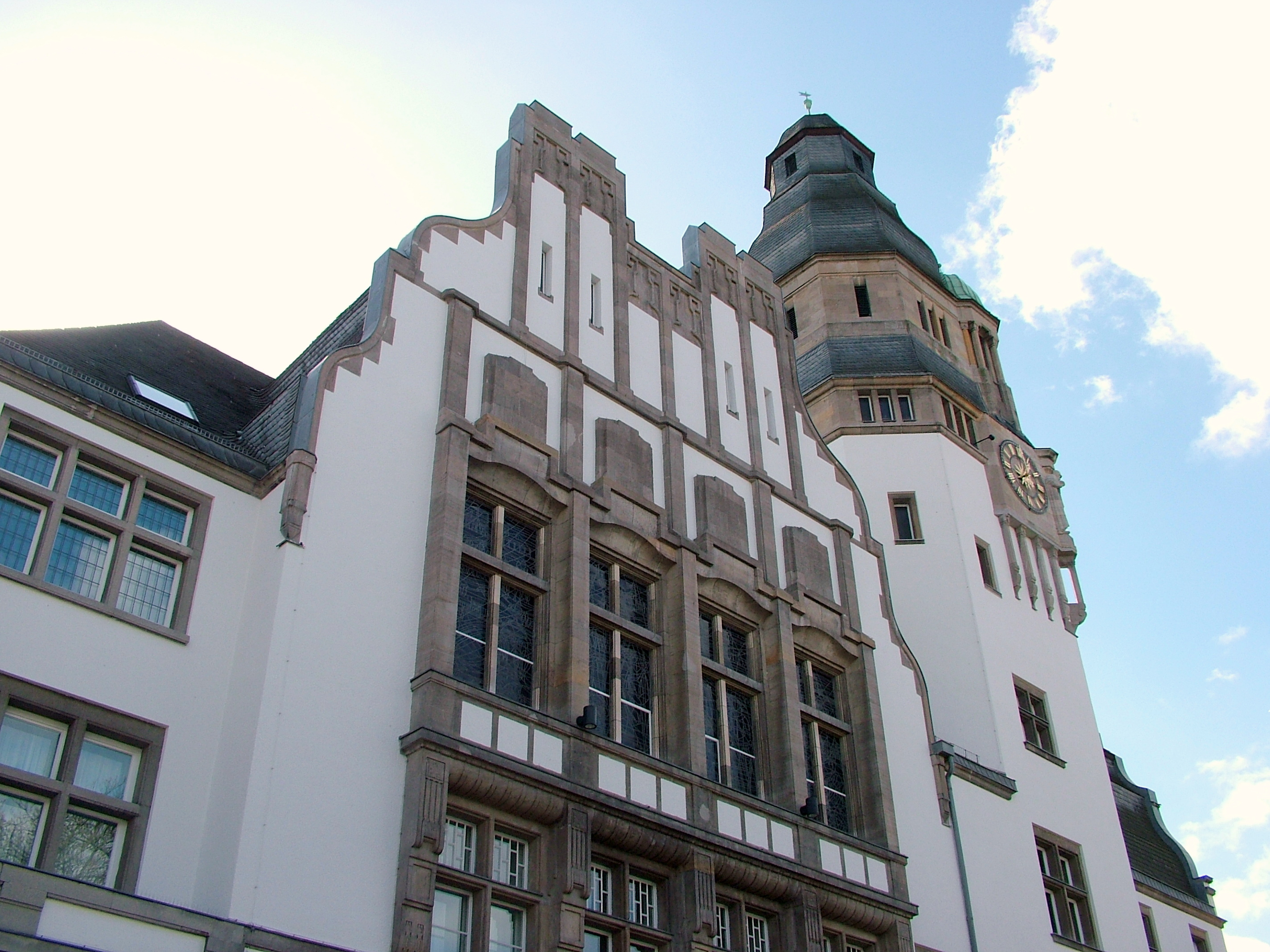
Gladbeck, Altes Rathaus

Im Jahr 1909 war Jakobs dem freigewerkschaftlichen Bergarbeiterverband und 1912 der SPD beigetreten. Von 1919 bis 1924 war er Vorsitzender der SPD Gladbeck. Seit 1920 war er auch Mitglied im Unterbezirksvorstand der SPD. Jakobs war von August 1920 bis 1929 Mitglied der Stadtverordnetenversammlung in Gladbeck. Als solcher setzte er sich erfolglos für eine kommunale Neugliederung ein, bei der Horst zu Gladbeck gekommen wäre.
Er zog nach der Landtagswahl am 7. Dezember 1924 für den Wahlkreis 17 (Westfalen-Nord) in den Preußischen Landtag ein. Am 28. Oktober 1925 sagte er dort in einer Plenarsitzung unter anderem:

„Was braucht der Bergarbeiter Kultur?
    Auf diesem Standpunkt stehen wir nicht, im Gegenteil:
    Wir verlangen für den Arbeiter, für denjenigen, der die Werte schafft
    und die Produktion hebt,
    dass ihm genau dieselben Vergünstigungen
    auf kulturellem Gebiet, Theater, Grünflächen, Stadtwälder
    und dergleichen zugute kommen
    wie anderen.
    Wir werden nicht unterlassen,
    diese Kulturbestrebungen weiter zu pflegen,
    soweit unsere Macht reicht.“

Nach dem Beginn der Zeit des Nationalsozialismus wurde Jakobs am 27. Juni 1933 verhaftet. Er saß zunächst im Gerichtsgefängnis in Herford ein. Im Herbst 1933 wurde er in das KZ Papenburg gebracht. Danach wurde er bis Dezember 1933 im KZ Lichtenburg gefangen gehalten. Nach der Entlassung aus der Haft folgten zahlreiche Krankenhausaufenthalte. Jakobs starb im Mai 1935 an den Folgen der Haft.
Seine Beerdigung, an der über 500 Menschen auf dem Zentralfriedhof teilnahmen, wurde zur letzten stillen Demonstration für Menschlichkeit und Demokratie in Gladbeck.

## Nachleben
Jakobs ist eine von 345 Personen, die wegen ihres „antifaschistischen Widerstandes“ in der Gedenkstätte der Sozialisten auf dem Zentralfriedhof Friedrichsfelde in Berlin genannt werden. 1987 wurde in Gladbeck eine Mehrzweckhalle nach ihm benannt, die Matthias-Jakobs-Stadthalle.